# ちょうこくぐ座アルファ星
ちょうこくぐ座α星 (α Cae / α Caeli) は、ちょうこくぐ座に位置する二重星である。これは見かけの二重星ではなく連星である。
ちょうこくぐ座α星Aは、黄白色の主系列星である。たて座δ型変光星であると推定されている。
伴星のちょうこくぐ座α星Bは、赤色矮星である。くじら座UV型変光星で、光度はランダムに変化する。地球からは主星と8.6秒離れて見え、軌道長半径は206天文単位と推定される。
宇宙速度は、U = 10, V = 6, W = -10 km/sである。銀河系の中心から平均距離8.006キロパーセクの距離を軌道離心率0.07で公転している。軌道はほぼ銀河平面上にあり、銀河面から0.05キロパーセク以内に収まっている。おおぐま座運動星団に属していると考えられている。